# Ngoni (instrument muzyczny)

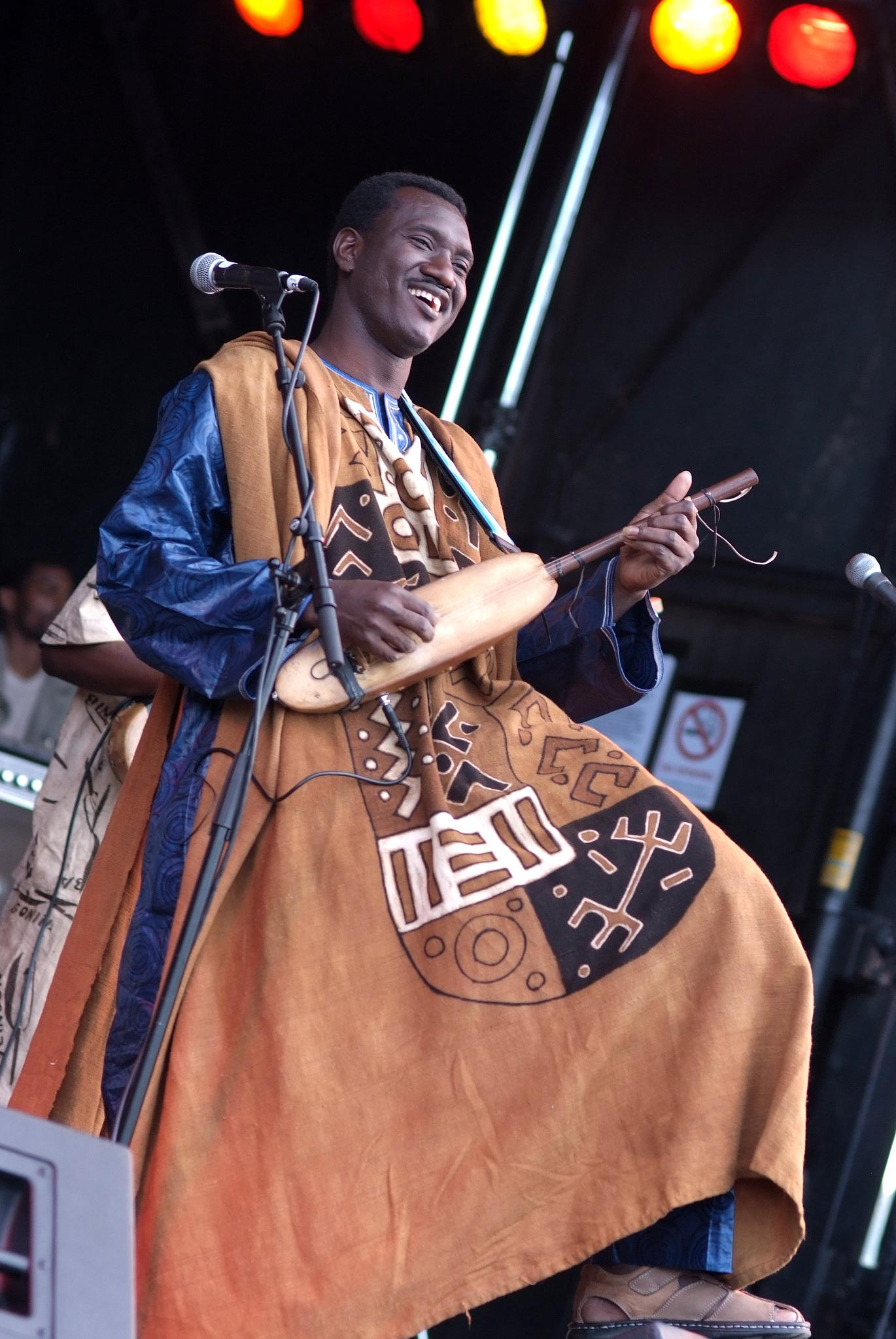
Bassekou Kouyate grający na ngoni

Ngoni, n’goni – tradycyjny instrument strunowy szarpany, używany w krajach Afryki Zachodniej, zwłaszcza w Mali. Rodzaj lutni, w niektórych przypadkach harfo-lutni.

## Odmiany
Ngoni występuje w dwóch podstawowych odmianach:
- djéli n'goni (ngoni griotów, z drewnianym pudlem rezonansowych, pokrytym skórą. Tradycyjnie posiada 4 struny, współcześnie do 7[1]. Gra się jedynie na dwóch strunach środkowych[2]. Gra się za pomocą kciuka i palca wskazującego. Instrument uważany za jednego z przodków banjo.

- dozo n'goni ("instrument myśliwych") oraz kamélé n'goni ("instrument młodych mężczyzn"), znacznie większe harfo-lutnie o 4 do 6 strunach, z pudłem rezonansowych zrobionym z dużej tykwy, spokrewnione z korą